# محل برگزاری موسیقی

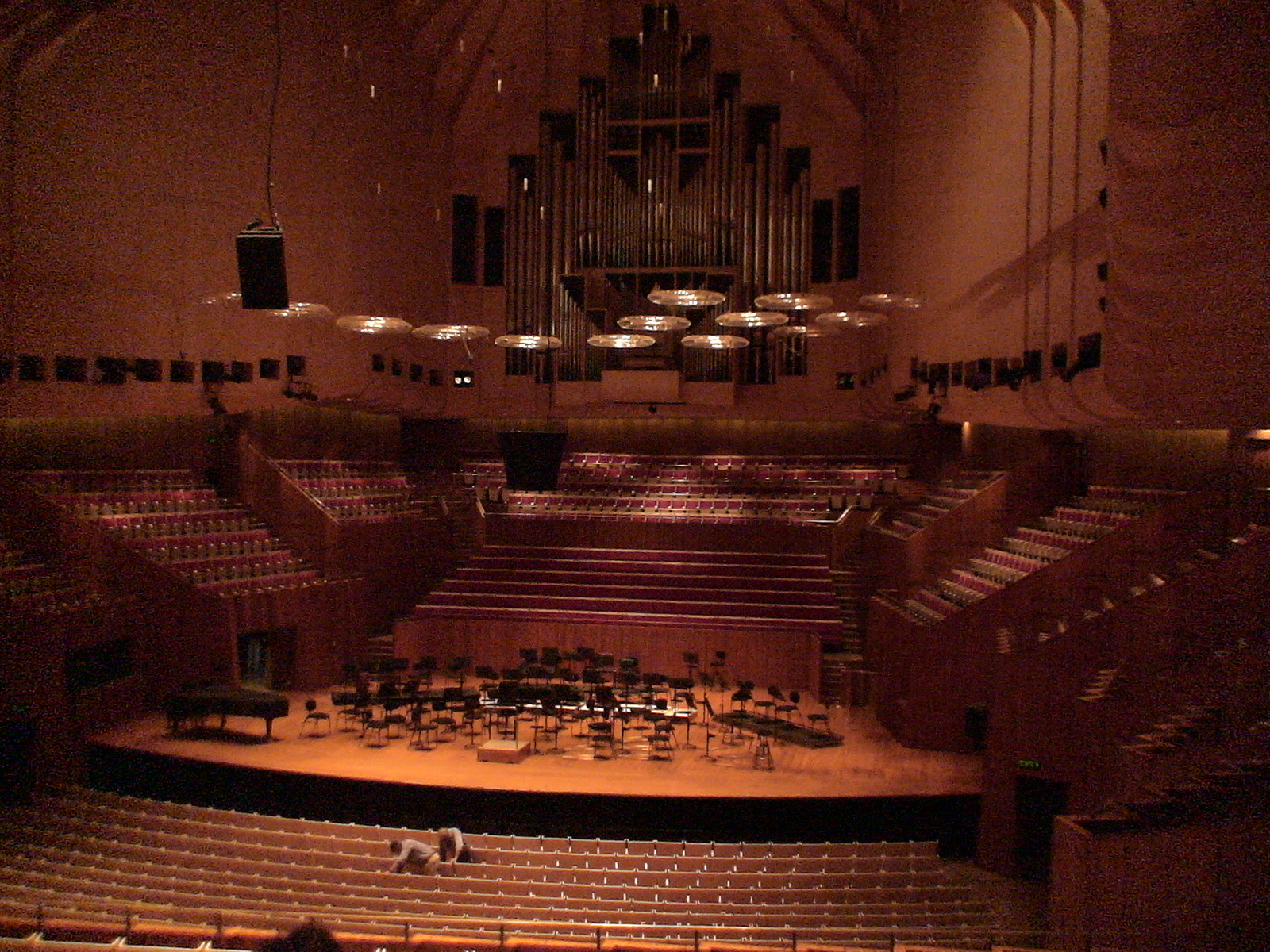
سالن اجرای کنسرت مشهور به خانه اپرای سیدنی به عنوان مثال، یک محل بزرگ برگزاری موسیقی کلاسیک در فضای داخلی یا بسته می‌باشد که محل برگزاری آثار است، بقیه ساختمان شامل امکانات رفاهی و تفریحی دیگر و رایج در چنین سالن‌هایی است مانند کافی‌نت‌ها، رستوران‌ها، کافه‌ها و رسانه‌های خرده‌فروشی

محل برگزاری موسیقی (انگلیسی: Music venue) عنوانی است که می‌تواند مورد استفادهٔ هر مکانی در جهت اجرای یک کنسرت یا اجرای موسیقی قرار گیرد، در عین حال، محل برگزاری موسیقی تابع شرایط اندازهٔ فضا و مکان نیز می‌باشد منجمله می‌تواند در فضای باز یا نیمه بسته مثل پوستهٔ تئاتر یا در محل دسته موسیقی اجرا شود یا فضای بسته، و حتی می‌تواند اجرا برای یک فهرست تالارهای کنسرت زنده بر فرض مثال در یک استادیوم ورزشی باشد.
به طور معمول، انواع مختلف سالن‌ها می‌تواند میزبان ژانرهای مختلفی از موسیقی باشد، از جمله تالارهای اپرا، محل دستهٔ موسیقی، و سالن‌های کنسرت میزبان موسیقی کلاسیک، این در حالی است که بیشتر اوقات معمولاً مکان‌های عمومی از جمله میخانه، باشگاه شبانه در جهت اجرای ژانرهایی همانند اجرای موسیقی راک، موسیقی رقص، موسیقی کانتری و همینطور موسیقی پاپ در نظر گرفته می‌شود.